# Katalin Mihaéla spanyol infánsnő
Ausztriai Katalin Mihaéla (spanyolul: Catalina Micaela de Austria, olaszul: Caterina Michela d’Asburgo; Madrid, Spanyol Királyság, 1567. október 10. – Torino, Savoyai Hercegség, 1597. november 6.), Habsburg-házi spanyol infánsnő, főhercegnő, I. Károly Emánuel herceg hitveseként savoyai hercegné 1589-től 1597-ben bekövetkezett haláláig. Férje távollétében többször a Savoyai Hercegség kormányzója.
Az infánsnő volt II. Fülöp spanyol király és Franciaországi Erzsébet királyné ifjabbik leánya, Izabella Klára Eugénia, Spanyol-Németalföld kormányzójának húga. 1585-ben házasodott össze Savoyai Károly Emánuellel. Tizenkét évig tartó házassága alatt nagy befolyással bírt férjére és a Savoyai Hercegség egészére. Tíz gyermeke született, köztük a későbbi I. Viktor Amadé savoyai herceg.

## Élete

### Származása
Katalin Mihaéla féltestvére (apja első feleségétől, Aviz Mária Manuéla portugál infánsnőtől):
- Károly, Asztúria hercege (1545. július 8 – 1568. július 24.), őt 1559-ben eljegyezték Valois Erzsébet francia királyi hercegnővel, ám őt végül Károly apja, II. Fülöp spanyol király vette nőül, még abban az évben, ám az is szóba került, hogy Károly a néhai VIII. Henrik angol király kisebbik leányát, a tizenkét évvel idősebb I. Erzsébet angol királynőt veszi majd feleségül. Arra a házasságra sem került sor a királynő ellenkezése miatt. Károly végül 23 évesen hunyt el, természetes okokból, habár egész életében gyenge fizikumú és gyenge elméjű volt, valószínűleg azért, mert szülei elsőfokú unokatestvérek voltak. Nőtlenül és örökös nélkül halt meg.

Katalin Mihaéla féltestvérei (apja negyedik feleségétől, Ausztriai Anna osztrák főhercegnőtől):
- Ferdinánd (1571. december 4 – 1578. október 18.), Asztúria hercege, aki csupán hat évet élt, s vérhas következtében halt meg.
- Károly Lőrinc (1573. augusztus 12 – 1575. június 30.)
- Diégo Félix (1575. augusztus 15 – 1582. november 21.), ő himlőben hunyt el, csupán 7 éves korában.
- Fülöp (1578. április 3 – 1621. március 31.), a későbbi III. Fülöp spanyol király, aki 1599. április 18-án nőül vette elsőfokú unokatestvérét, a 14 esztendős Habsburg Margit osztrák főhercegnőt. Frigyük 12 és fél évig tartott, s nyolc gyermekük született, Anna Mauricia, Mária, (IV.) Fülöp, Mária Anna, Károly, Ferdinánd, Margit Franciska és Alfonz Móric.
- Mária (1580. február 14 – 1583. augusztus 5.)

Katalin Mihaéla édestestvérei:
- egy ismeretlen nevű halvaszületett fiúgyermek (1560)
- Izabella Klára Eugénia (1566. augusztus 12 – 1633. december 1.), ő 1599. április 18-án hozzáment a 39 éves VII. (Habsburg) Albert osztrák főherceghez, akitől nem született gyermeke házasságuk 22 éve során.
- egy ismeretlen nevű leánygyermek (1568. október 3 – 1568. október 3.)

### Házassága
Az ifjú Katalin hercegnőt úgy jellemzik a korabeli források mint gyönyörű, intelligens, ámde arrogáns hölgyet, aki nagyon hiú volt előkelő származása miatt. Igen jó kapcsolata volt édesapjával, akivel még Katalin esküvője után is folyamatosan mentek a levélváltások. I. Károly Emánuel savoyai herceg, csakhogy elnyerje a hatalmas spanyol király támogatását Franciaország meggyengítése céljából, megkérte Katalin kezét, s 1585. március 11-én, Zaragozában össze is házasodhattak, 1585. augusztus 10-én pedig ünnepélyesen bevonultak Torinó városába. Az ifjú férj 5 és fél évvel volt idősebb a feleségénél.

### A savoyai hercegi udvarban
Az újdonsült hercegné sajnos nem örvendett nagy népszerűségnek új szülőhazájában, mivel megpróbálta átformálni az ottani hercegi udvart is spanyol mintára, mind öltözködés, mind pedig a szokások szempontjából. Azonban kitűnő diplomáciai, politikai érzéke valamennyire mégiscsak ellensúlyozta a róla kialakult negatív képet, hisz meglepő módon nem támogatta apja törekvéseit, hogy a Savoyai Hercegség is teljesen spanyol fennhatóság alá kerüljön. Elutasította még azt is, hogy egy spanyol helyőrség állomásozzon Torinóban. Katalin a beszámolók szerint igen nagy befolyással volt hitvesére, s volt amikor valóban jó irányba terelte férje gondolkodását. Amikor Károly Emánuel hadjáraton volt, többször is hitvese kezébe került a hercegség irányítása, akárcsak 1594-ben, amikor a herceg hosszabb ideig Lyonban tartózkodott.
A hercegné ugyanakkor a savoyai kultúráért is sokat tett, hiszen több épület létrehozása fűződik a nevéhez, úgyismint a művészeti galéria. Több korabeli híres és tehetséges művészt is meghívott udvarába, például Torquato Tassót, Chiabrerát, Marinit, Tassonit és Boterót.
A hercegi pár 12 évig élt házasságban, s ez idő alatt 10 közös gyermekük jött világra:
- Fülöp Emánuel (1586-1605) trónörökös, fiatalon meghalt.
- Viktor Amadé (1587. május 8 – 1637. október 7.), utóbb Savoya uralkodó hercege, aki 1619. február 10-én nőül vette a csupán 13 esztendős Bourbon Krisztina Mária francia királyi hercegnőt. Házasságuk 18 és fél éve során nyolc közös gyermekük jött világra, egy halvaszületett fiú, Lajos Amádé, Lujza Krisztina, Ferenc Jácint, Károly Emánuel, Margit Jolánta, Henriett Adelheid és Katalin Beatrix.
- Emánuel Filibert (1588. április 16 – 1624. augusztus 4.), ő lett III. Fülöp spanyol király admirálisa, majd pedig IV. Fülöp spanyol király megbízásából Emánuel lett Szicília alkirálya is, ám 36 évesen himlő végzett vele. Nem nősült meg és nem lettek utódai sem.
- Margit (1589. április 28 – 1655. június 26.), ő 1608. február 19-én hozzáment a 21 esztendős IV. (Gonzaga) Ferenc mantua-i herceghez, akivel frigyük 4 és fél éve alatt három gyermeke született, Mária, Lajos és Eleonóra.
- Izabella (1591. március 11 – 1626. augusztus 28.), ő 1608. február 22-én hozzáment a vele egyidős III. (Este-i) Alfonz modena-i herceghez, akivel 18 és fél évig voltak házasok, s ez idő alatt összesen 14 közös gyermekük jött világra, Cézár, Ferenc, Obizzo, Katalin, Cesare, Sándor, Károly, Rinaldo, Margit, Beatrix, Beatrice, Filiberto, Bonifác és Anna.
- Móric (1593. január 10 – 1657. október 4.), ő 1607-től püspöki és bíborosi rangot kapott, s 1627-től az abondance-i kolostor vezetője lett. 1637-től ő és fivére, Tamás régensi szerepet töltöttek be bátyjuk, I. Viktor Amádé herceg özvegye, Krisztina Mária hercegné eltávolítása után a szavoja-i hercegség élén. A száműzött asszony azonban testvére, a francia király, XIII. Lajos támogatását élvezte ezügyben, így hát 1648-ig névleg Krisztina maradhatott a hercegség kormányzója. Amikor Móric herceg 1642-ben nőül vette az asszony legidősebb leányát, vagyis saját, mindössze tizenhárom esztendős unokahúgát, Lujza Krisztinát, megvált bíborosi rangjától, és pápai diszpenzációt kért őszentségétől, V. Páltól, hogy megházasodhasson, mivel túl közeli rokonságban állt a hercegnővel. Ezek után Móric lett Nizza kormányzója. Móricnak nem született örököse ifjú feleségétől.
- Mária Apollónia (1594-1656), ő apáca lett Rómában
- Franciska Katalin (1595-1640), ő pedig Biella-ban lett apáca
- Tamás Ferenc (1596. december 21 – 1656. január 22.), Carignano hercege, ő 1625. január 6-án nőül vette a 18 éves Bourbon Mária soissons-i grófnőt, aki hét gyermeket szült hitvesének frigyük 31 éve alatt, Krisztina Saroltát, Lujzát, Emánuel Filibertet, Amádét, Józsefet, Ferdinándot és Eugén Móricot (Savoyai Jenő herceg, hadvezér apját).
- Johanna (*/† 1597), születésekor meghalt.

Katalin Mikéla 1597. november 6-án, 30 éves korában hunyt el, a piemonti Torinó városában, miután nem sokkal korábban egy halott leányt szült, s egészségi állapota igen leromlott. Özvegye 1630-ban halt meg, ám előtte fél évvel állítólag titokban újranősült. Valószínűleg szeretőjét, a 29 éves Rossillon-i Margit rivai márkinőt vette el, aki már hosszú ideje volt a herceg kegyencnője, s aki négy törvénytelen gyermeket szült neki, Móricot, Margitot, Gábrielt és Antóniót.

## Származása
| Spanyolországi Katalin Mihaéla (Madrid, 1567. október 10.– Torino, 1597. november 6.) savoyai hercegné | Apja: Okos Fülöp (Valladolid, 1527. május 21.– Madrid, 1598. szeptember 13.) spanyol király  | Apai nagyapja: V. Károly (Gent, 1500. február 24.– Yuste, 1558. szeptember 21.) német-római császár    | Apai nagyapai dédapja: Szép Fülöp (1478. július 22.–1506. szeptember 25.) burgundiai uralkodó herceg              |
| Spanyolországi Katalin Mihaéla (Madrid, 1567. október 10.– Torino, 1597. november 6.) savoyai hercegné | Apja: Okos Fülöp (Valladolid, 1527. május 21.– Madrid, 1598. szeptember 13.) spanyol király  | Apai nagyapja: V. Károly (Gent, 1500. február 24.– Yuste, 1558. szeptember 21.) német-római császár    | Apai nagyapai dédanyja: Őrült Johanna (1479. november 6.–1555. április 12.) kasztíliai királynő                   |
| Spanyolországi Katalin Mihaéla (Madrid, 1567. október 10.– Torino, 1597. november 6.) savoyai hercegné | Apja: Okos Fülöp (Valladolid, 1527. május 21.– Madrid, 1598. szeptember 13.) spanyol király  | Apai nagyanyja: Portugáliai Izabella (Lisszabon, 1503. október 23.– Toledo, 1539. május 1.)            | Apai nagyanyai dédapja: Szerencsés Mánuel (1469. május 31.–1521. december 13.) portugál király                    |
| Spanyolországi Katalin Mihaéla (Madrid, 1567. október 10.– Torino, 1597. november 6.) savoyai hercegné | Apja: Okos Fülöp (Valladolid, 1527. május 21.– Madrid, 1598. szeptember 13.) spanyol király  | Apai nagyanyja: Portugáliai Izabella (Lisszabon, 1503. október 23.– Toledo, 1539. május 1.)            | Apai nagyanyai dédanyja: Aragóniai Mária (1482. június 29.–1517. március 7.)                                      |
| Spanyolországi Katalin Mihaéla (Madrid, 1567. október 10.– Torino, 1597. november 6.) savoyai hercegné | Anyja: Franciaországi Erzsébet (Fontainebleau, 1545. április 2.– Aranjuez, 1568. október 3.) | Anyai nagyapja: II. Henrik (Saint-Germain, 1519. március 31.– Párizs, 1559. július 10.) francia király | Anyai nagyapai dédapja: I. Ferenc (1494. szeptember 12.–1547. március 31.) francia király                         |
| Spanyolországi Katalin Mihaéla (Madrid, 1567. október 10.– Torino, 1597. november 6.) savoyai hercegné | Anyja: Franciaországi Erzsébet (Fontainebleau, 1545. április 2.– Aranjuez, 1568. október 3.) | Anyai nagyapja: II. Henrik (Saint-Germain, 1519. március 31.– Párizs, 1559. július 10.) francia király | Anyai nagyapai dédanyja: Franciaországi Klaudia (1499. október 14.–1524. július 20.) bretagne-i uralkodó hercegnő |
| Spanyolországi Katalin Mihaéla (Madrid, 1567. október 10.– Torino, 1597. november 6.) savoyai hercegné | Anyja: Franciaországi Erzsébet (Fontainebleau, 1545. április 2.– Aranjuez, 1568. október 3.) | Anyai nagyanyja: Caterina de’ Medici (Firenze, 1519. április 13.– Blois, 1589. január 5.)              | Anyai nagyanyai dédapja: II. Lorenzo de’ Medici (1492. szeptember 12.–1519. május 4.) firenzei signore            |
| Spanyolországi Katalin Mihaéla (Madrid, 1567. október 10.– Torino, 1597. november 6.) savoyai hercegné | Anyja: Franciaországi Erzsébet (Fontainebleau, 1545. április 2.– Aranjuez, 1568. október 3.) | Anyai nagyanyja: Caterina de’ Medici (Firenze, 1519. április 13.– Blois, 1589. január 5.)              | Anyai nagyanyai dédanyja: Madeleine de la Tour d’Auvergne (1498 körül–1519. április 28.)                          |